# 林瑛 (清朝)
林瑛，直隶临榆人，是一名清朝政治人物。
林瑛曾于1740年接替施士箴任南汇县知县一职，同年由韩墉接任。